# Opius lagomeraensis
Opius lagomeraensis är en stekelart som beskrevs av Fischer 2006. Opius lagomeraensis ingår i släktet Opius och familjen bracksteklar. Inga underarter finns listade i Catalogue of Life.